# ملك حمزة
ملك حمزة (مواليد 5 نوفمبر 2001) هي لاعبة جمباز القفز مصرية، شاركت في أولمبياد 2020.